# 摄星镜

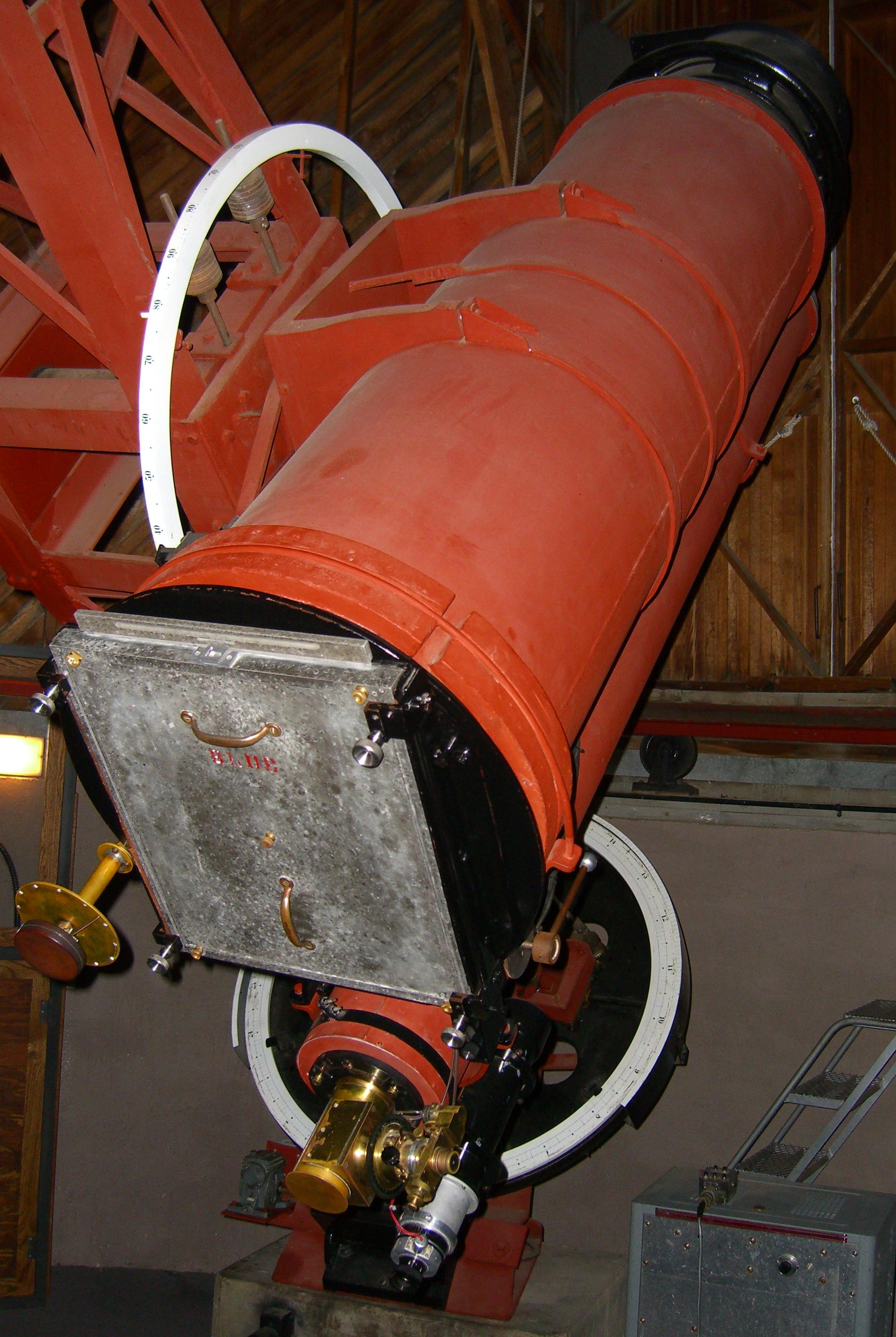
一个位于羅威爾天文台13英寸，焦比5.3的摄星镜(一个由三组透镜组成的折射望远镜) ，它曾经被用于发现冥王星

摄星镜 (astrographic camera) 是一台专门为天文摄影设计的望远镜. 摄星镜经常被用于广角巡天来发现一些诸如小行星,流星体和彗星一类的目标。

## 设计
大部分此类型的望远镜都属于折射望远镜虽然有很多(通常口径更大的)反射望远镜 如里奇-克萊琴望遠鏡 以及一些折反射望远镜 如施密特摄星仪. 摄星镜的主要技术指标在于物镜口径和焦比 ,他们决定了视场大小 和形成在照相底片或者CCD感光元件上的图像尺寸。摄星镜的物镜一般不是很大，大约在8-20英寸(20-50厘米)左右。
摄星镜的焦平面一般被设计成与特定形状的照相底片或是CCD感元件相匹配.物镜被设计为可以在焦平面上形成一个特别大的(比如,17x17英寸的) 、平坦且低形变的影像，攝星鏡甚至被设计成用来聚焦特定波长的光来匹配被设计使用的胶片类型.(早期的摄星镜被设计为工作与蓝色波段以匹配当时的照相乳胶)。
焦比较小的广角摄星镜被用来拍摄一个较大的天区，拥有较高焦比的摄星镜则被用于一些更为严谨精确的测量工作. 许多世界各地的天文台都装备了一种被称为标准摄星镜的摄星镜，拥有大约13英寸(330mm)的口径和大约11英尺(3.4米)的焦长。使用这种标准摄星镜的目的主要是为了使得所得照片的尺寸被同一为大约60角分/毫米。

## 应用

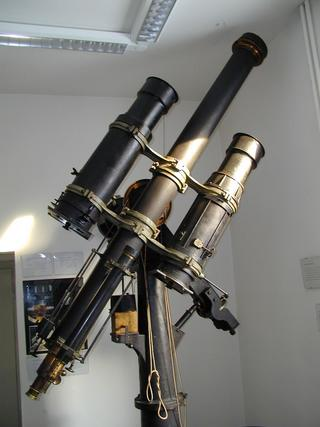
德國海德堡國王道爾天文台展出的雙天文攝星鏡，由兩台六吋天文攝星鏡和一台中央導星鏡組成。

### 天体测量学
摄星镜被用于天体测量学来拍摄照片并且将其用于测量一个天体在大片天空中的位置，这些数据将被出版与星表当中并且在今后被用于深入研究和深空摄影。

### 恒星分类
用于恒星分类工作的摄星镜有时会由两个完全相同的安装在同一个支架上的望远镜组成（双筒摄星镜）。这样一来同一天去便可以同时在两个波段拍摄照片（通常是蓝与黄）。每个望远镜可能拥有一些个别设计的非消色差物镜用来聚焦所需要的特定波长的光线，他们与各个对不同波长敏感度不同的黑白底片相配对。与此同时，也可以利用在望远镜上加载不同的滤镜来在两个不同的波段下拍摄同一个目标，双波段拍摄可以上天文学家测量恒星的颜色和亮度（星等）。天文学家通过颜色可以获知恒星的温度。而了解了恒星的颜色和星等便使得天文学家可以确定这颗恒星的距离。一个相隔数十年被两次拍摄的天区，则会在与远距离的背景恒星或背景星系对比测量时显示出自行。

### 发现新天体
相隔数日或数周在同一个天区进行两次拍摄将可能发现一些诸如小行星、流星体、彗星、变星、新星一类的天体，以及尚未发现的行星。通过利用诸如瞬变比较镜这样的设备进行比对 , 天文学家就可以发现有所移动或者亮度有些改变或者仅仅在其中一张照片中出现，它们就有可能是新星或者流星体。有的目标甚至仅仅在一张照片中就被发现，因为天體快速的移动在长时间的曝光中引起了拉线。
一个使用摄星镜作出的重要发现便是克莱德·汤博在1930年发现了矮行星冥王星。汤博的工作便是寻找这个当时被认为存在的第九个行星，在经过了系统的搜寻之后在黄道附近发现了这个行星。汤博使用的是羅威爾天文台的13英寸(3组镜片) , 焦比5.3的折射摄星镜。